# مايك غلين
مايك غلين (بالإنجليزية: Mike Glenn)‏ مواليد 10 سبتمبر 1955 في روما، هو لاعب كرة سلة أمريكي سابق. بدأ مسيرته الاحترافية في سنة 1977. تم اختياره من قبل فريق شيكاغو بولز خلال الدرافت. يبلغ طوله 6 قدم 2 بوصة (1.9 م). اعتزل اللعب في 1986. أحرز خلال مسيرته في الإن بي إيه 4496 نقطة بمعدل 7.6 نقاط في المباراة الواحدة.

## المسيرة الاحترافية
لعب مع بوفالو بريفز في موسم 1977–1978، ثم لعب مع نيويورك نيكس من سنة 1978 إلى 1981، ثم لعب مع أتلانتا هوكس من سنة 1981 إلى 1985، ثم لعب مع ميلووكي باكز من سنة 1985 إلى 1987.

## روابط خارجية
- مايك غلين على موقع IMDb (الإنجليزية)
- مايك غلين على موقع إن بي أي (الإنجليزية)
- مايك غلين على موقع سبورتس رفرنس (الإنجليزية)
- مايك غلين على موقع كلية كرة السلة في سبورتس رفرنس.كوم (الإنجليزية)
- مايك غلين على موقع ريلجم (الإنجليزية)
- مايك غلين على موقع بروبوليرز (الإنجليزية)
- مايك غلين على موقع قاعة جورجيا للمشاهير الرياضية (مؤرشف) (الإنجليزية)